# Немеш, Виктор
Виктор Немеш (серб. Виктор Немеш, 21 сентября 1993) — сербский борец греко-римского стиля, чемпион мира 2017 года, призёр чемпионатов мира и Европы, а также Европейских игр 2015 года.

## Биография
В 2015 году он представлял Сербию на европейских играх в Баку, в категории до 75  кг. Там он завоевал серебряную медаль. 
В 2016 году он впервые соревновался на чемпионате Европы в Риге, где выиграл серебряную медаль, а затем участвовал на Олимпийских играх в Рио-де-Жанейро. На Олимпиаде он уступил в четвертьфинале и занимает итоговое 8-е место. 
В 2017 году он выиграл титул чемпиона мира в Париже в весовой категории до 75 кг.
В мае 2018 года на европейском первенстве в российском Каспийске он завоевывает вторую для себя серебряную медаль чемпионатов Европы.
В 2018 году на чемпионате мира в Будапеште в весовой категории до 77 кг завоевал бронзовую медаль.
На чемпионате Европы 2019 года в Румынии в категории до 77 кг, он вновь стал третьим и завоевал бронзовую медаль. 